# Thomas Hörster
Thomas Hörster (Essen, 27 novembre 1956) è un allenatore di calcio ed ex calciatore tedesco, di ruolo difensore.

## Carriera

### Giocatore

#### Club
Cresciuto nel Schwarz Weiss Essen, club della sua città, vi resta fino al 1977 quando viene acquistato dal Bayer Leverkusen. Con le aspirine rimarrà per il resto della sua carriera, vincendo la Coppa UEFA 1987-1988.

#### Nazionale
Fra il 1986 ed il 1987 ha disputato 4 partite con la Nazionale della Germania Ovest. Nel 1988 fece parte della rosa che conquistò la medaglia di bronzo alle Olimpiadi di Seul.

### Allenatore
Finita la carriera da giocatore, è rimasto nel Bayer Leverkusen come allenatore delle formazioni giovanili. Tra il 2001 ed il 2003 ha guidato la seconda squadra del club, poi nel 2003 venne chiamato a guidare per alcune partite la prima squadra. Successivamente ha continuato ad allenare le giovanili del Bayer.

## Palmarès

### Giocatore

#### Club
- Coppa UEFA: 1

Bayer Leverkusen: 1987-1988

#### Nazionale
- Bronzo olimpico: 1

Seul 1988